# Olympische Sommerspiele 2016/Schwimmen – 100 m Schmetterling (Männer)
Der Wettbewerb über 100 Meter Schmetterling der Männer bei den Olympischen Spielen 2016 in Rio de Janeiro wurde am 11. und 12. August 2016 im Olympic Aquatics Stadium ausgetragen. 43 Athleten aus 32 Ländern nahmen daran teil.
Es fanden sechs Vorläufe statt. Die 16 schnellsten Schwimmer aller Vorläufe qualifizierten sich für die zwei Halbfinals, die am gleichen Tag ausgetragen wurden. Auch hier qualifizierten sich die Finalteilnehmer über die acht schnellsten Zeiten beider Halbfinals.
Abkürzungen:

WR = Weltrekord, OR = olympischer Rekord, NR = nationaler Rekord

ER = Europarekord, NAR = Nordamerikarekord, SAR = Südamerikarekord, ASR = Asienrekord, AFR = Afrikarekord, OZR = Ozeanienrekord

PB = persönliche Bestleistung, JWB = Jahresweltbestzeit

## Bestehende Rekorde
| Weltrekord         | Michael Phelps ( Vereinigte Staaten) | 49,82 s | Rom, Italien                | 1. August 2009  |
| Olympischer Rekord | Michael Phelps ( Vereinigte Staaten) | 50,58 s | Peking, Volksrepublik China | 16. August 2008 |

## Titelträger
| Olympiasieger     | Michael Phelps ( Vereinigte Staaten) | 51,21 s | London 2012 |
| Weltmeister       | Chad le Clos ( Südafrika)            | 50,56 s | Kasan 2015  |
| Europameister     | László Cseh ( Ungarn)                | 50,86 s | London 2016 |
| Deutscher Meister | Steffen Deibler                      | 52,16 s | Berlin 2016 |

## Vorlauf

### Vorlauf 1
| Platz | Name            | Nation  | Zeit        | Anmerkung |
| ----- | --------------- | ------- | ----------- | --------- |
| 1     | Oumar Touré     | Mali    | 57,56 s     |           |
| 2     | Hannibal Gaskin | Guyana  | 58,57 s     |           |
| 3     | Thint Myaat     | Myanmar | 1:02,54 min |           |

### Vorlauf 2
| Platz | Name                    | Nation                        | Zeit    | Anmerkung |
| ----- | ----------------------- | ----------------------------- | ------- | --------- |
| 1     | Santo Condorelli        | Kanada                        | 51,99 s |           |
| 2     | Ryan Pini               | Papua-Neuguinea               | 53,24 s |           |
| 3     | Glenn Victor Sutanto    | Indonesien                    | 54,25 s |           |
| 4     | Abbas Qali              | Unabhängige Olympiateilnehmer | 54,63 s |           |
| 5     | Ralefy Anthonny Sitraka | Madagaskar                    | 54,72 s |           |
| 6     | Ralph Goveia            | Sambia                        | 54,84 s |           |
| 7     | Allan Gutiérrez Castro  | Honduras                      | 55,20 s |           |
| 8     | Rami Anis               | Refugee Olympic Team          | 56,23 s |           |

### Vorlauf 3
| Platz | Name                  | Nation         | Zeit    | Anmerkung |
| ----- | --------------------- | -------------- | ------- | --------- |
| 1     | James Guy             | Großbritannien | 51,78 s |           |
| 2     | Quah Zheng Wen        | Singapur       | 52,08 s |           |
| 3     | Luis Martínez         | Guatemala      | 52,22 s |           |
| 4     | Henríque Martins      | Brasilien      | 52,42 s |           |
| 5     | Lyubomyr Lemeshko     | Ukraine        | 52,51 s |           |
| 6     | Zhang Qibin           | China          | 52,84 s |           |
| 7     | Long Gutierrez Feng   | Mexiko         | 53,34 s |           |
| 8     | Marcos Antônio Macedo | Brasilien      | 53,87 s |           |

### Vorlauf 4
| Platz | Name              | Nation      | Zeit    | Anmerkung |
| ----- | ----------------- | ----------- | ------- | --------- |
| 1     | László Cseh       | Ungarn      | 51,52 s |           |
| 2     | Piero Codia       | Italien     | 51,72 s |           |
| 3     | Konrad Czerniak   | Polen       | 51,81 s |           |
| 4     | Jewgeni Koptelow  | Russland    | 52,01 s |           |
| 5     | Jérémy Stravius   | Frankreich  | 52,10 s |           |
| 6     | Steffen Deibler   | Deutschland | 52,14 s |           |
| 7     | Santiago Grassi   | Argentinien | 52,56 s |           |
| 8     | Pawel Sankowitsch | Belarus     | 53,00 s |           |

### Vorlauf 5
| Platz | Name               | Nation             | Zeit    | Anmerkung |
| ----- | ------------------ | ------------------ | ------- | --------- |
| 1     | Tom Shields        | Vereinigte Staaten | 51,58 s |           |
| 2     | Mehdy Metella      | Frankreich         | 51,71 s |           |
| 3     | Chad le Clos       | Südafrika          | 51,75 s |           |
| 4     | David Morgan       | Australien         | 51,81 s |           |
| 5     | Joeri Verlinden    | Niederlande        | 52,48 s |           |
| 6     | Matteo Rivolta     | Italien            | 52,67 s |           |
| 7     | Bence Pulai        | Ungarn             | 52,73 s |           |
| 8     | Paweł Korzeniowski | Polen              | 53,71 s |           |

### Vorlauf 6
| Platz | Name                 | Nation             | Zeit    | Anmerkung |
| ----- | -------------------- | ------------------ | ------- | --------- |
| 1     | Joseph Schooling     | Singapur           | 51,41 s |           |
| 2     | Michael Phelps       | Vereinigte Staaten | 51,60 s |           |
| 3     | Li Zhuhao            | China              | 51,78 s |           |
| 4     | Grant Irvine         | Australien         | 51,84 s |           |
| 5     | Alexander Sadownikow | Russland           | 51,91 s |           |
| 6     | Takurō Fujii         | Japan              | 52,36 s |           |
| 7     | Albert Subirats      | Venezuela          | 53,23 s |           |
| 8     | Jauhen Zurkin        | Belarus            | 53,24 s |           |

## Halbfinale

### Lauf 1
| Platz | Name             | Nation             | Zeit    | Anmerkung |
| ----- | ---------------- | ------------------ | ------- | --------- |
| 1     | László Cseh      | Ungarn             | 51,57 s |           |
| 2     | Michael Phelps   | Vereinigte Staaten | 51,58 s |           |
| 3     | Konrad Czerniak  | Polen              | 51,80 s |           |
| 4     | Piero Codia      | Italien            | 51,82 s |           |
| 5     | Santo Condorelli | Kanada             | 51,83 s |           |
| 6     | Grant Irvine     | Australien         | 51,87 s |           |
| 7     | James Guy        | Großbritannien     | 52,10 s |           |
| 8     | Quah Zheng Wen   | Singapur           | 52,26 s |           |

### Lauf 2
| Platz | Name                 | Nation             | Zeit    | Anmerkung |
| ----- | -------------------- | ------------------ | ------- | --------- |
| 1     | Joseph Schooling     | Singapur           | 50,83 s | ASR       |
| 2     | Chad le Clos         | Südafrika          | 51,43 s |           |
| 3     | Li Zhuhao            | China              | 51,51 s |           |
| 4     | Tom Shields          | Vereinigte Staaten | 51,61 s |           |
| 5     | Alexander Sadownikow | Russland           | 51,71 s |           |
| 6     | Mehdy Metella        | Frankreich         | 51,73 s |           |
| 7     | David Morgan         | Australien         | 51,75 s |           |
| 8     | Jewgeni Koptelow     | Russland           | 52,50 s |           |

## Finale
13. August 2016, 03:12 MEZ
| Platz | Name                 | Nation             | Zeit    | Anmerkung |
| ----- | -------------------- | ------------------ | ------- | --------- |
| 1     | Joseph Schooling     | Singapur           | 50,39 s | OR, ASR   |
| 2     | Michael Phelps       | Vereinigte Staaten | 51,14 s |           |
| 2     | Chad le Clos         | Südafrika          | 51,14 s |           |
| 2     | László Cseh          | Ungarn             | 51,14 s |           |
| 5     | Li Zhuhao            | China              | 51,26 s |           |
| 6     | Mehdy Metella        | Frankreich         | 51,58 s |           |
| 7     | Tom Shields          | Vereinigte Staaten | 51,73 s |           |
| 8     | Alexander Sadownikow | Russland           | 51,84 s |           |